# Castelo Mikhailovsky

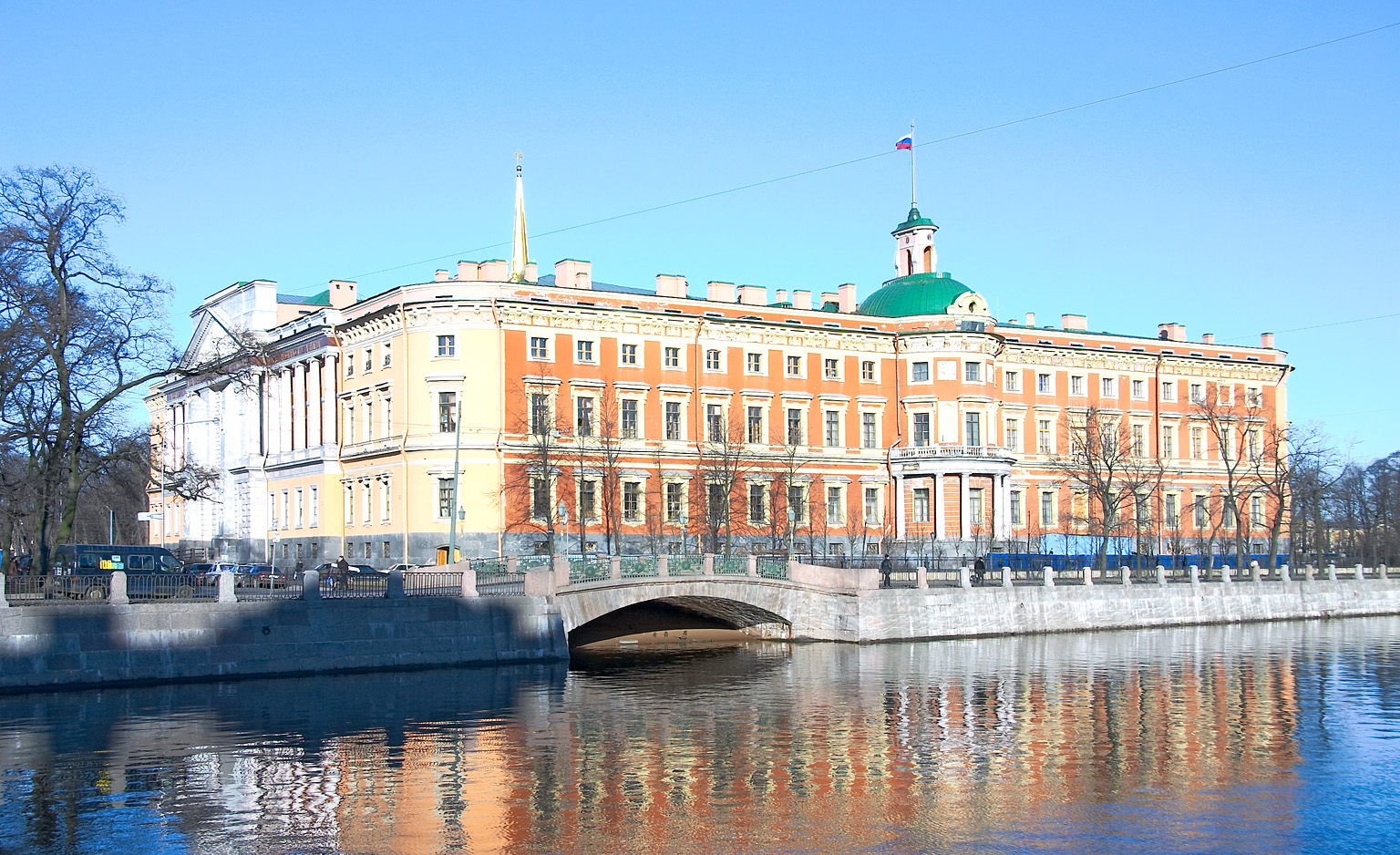
Fachada oriental do Castelo Mikhailovsky com a segunda ponte Inzhenerniy.

O Castelo Mikhailovsky (em russo:  Михайловский замок, Mikhailovsky zamok), também chamado de Castelo de São Miguel ou Castelo do Engenheiro (em russo:  Инженерный замок, Inzhenerny zamok), é uma antigo palácio imperial russo, situado no centro histórico de São Petersburgo. 
O Castelo Mikhailovsky foi construído como residência para o Imperador Paulo I, pelos arquitectos Vincenzo Brenna e Vasili Bazhenov, entre 1797 e 1801. O palácio tem uma aparência diferente em cada um dos lados, uma vez que os arquitectos usaram os motivos de vários estilos arquitectónicos, tais como o Classicismo francês, o Renascimento italiano e o Gótico.

## História

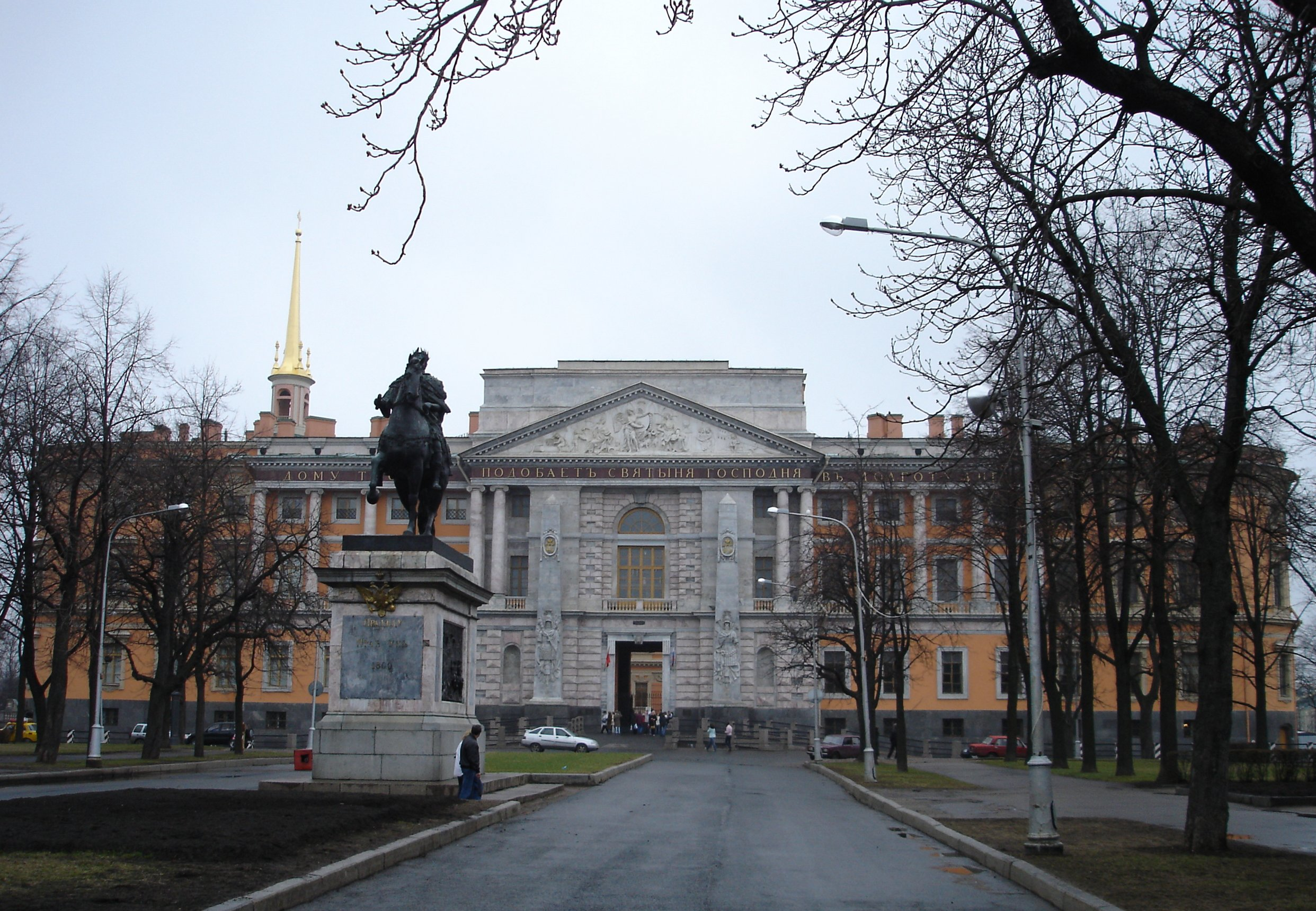
Fachada sul do Castelo Mikhailovsky.

O Castelo Mikhailovsky foi construído a sul do Jardim de Verão, tendo substituído o Palácio de Verão em São Petersburgo da Imperatriz Yelisavet Petrovna. Com receio das intrigas e das conspirações de assassinato, o Imperador Paulo I não gostava do Palácio de Inverno, onde nunca se sentiu seguro. Devido ao seu interesse pessoal pelos cavaleiros medievais e ao seu medo constante de ser assassinado, a nova residência Real foi construída como um castelo, com torres redondas nos cantos, no qual estava localizado um pequeno pátio octogonal. O castelo foi rodeado pelas águas dos rios Moika e Fontanka e ainda por dois canais artificiais (o Canal da Igreja e o Canal de Domingo), o que transformava a área do palácio numa ilha artificial só acessível através de pontes levadiças.

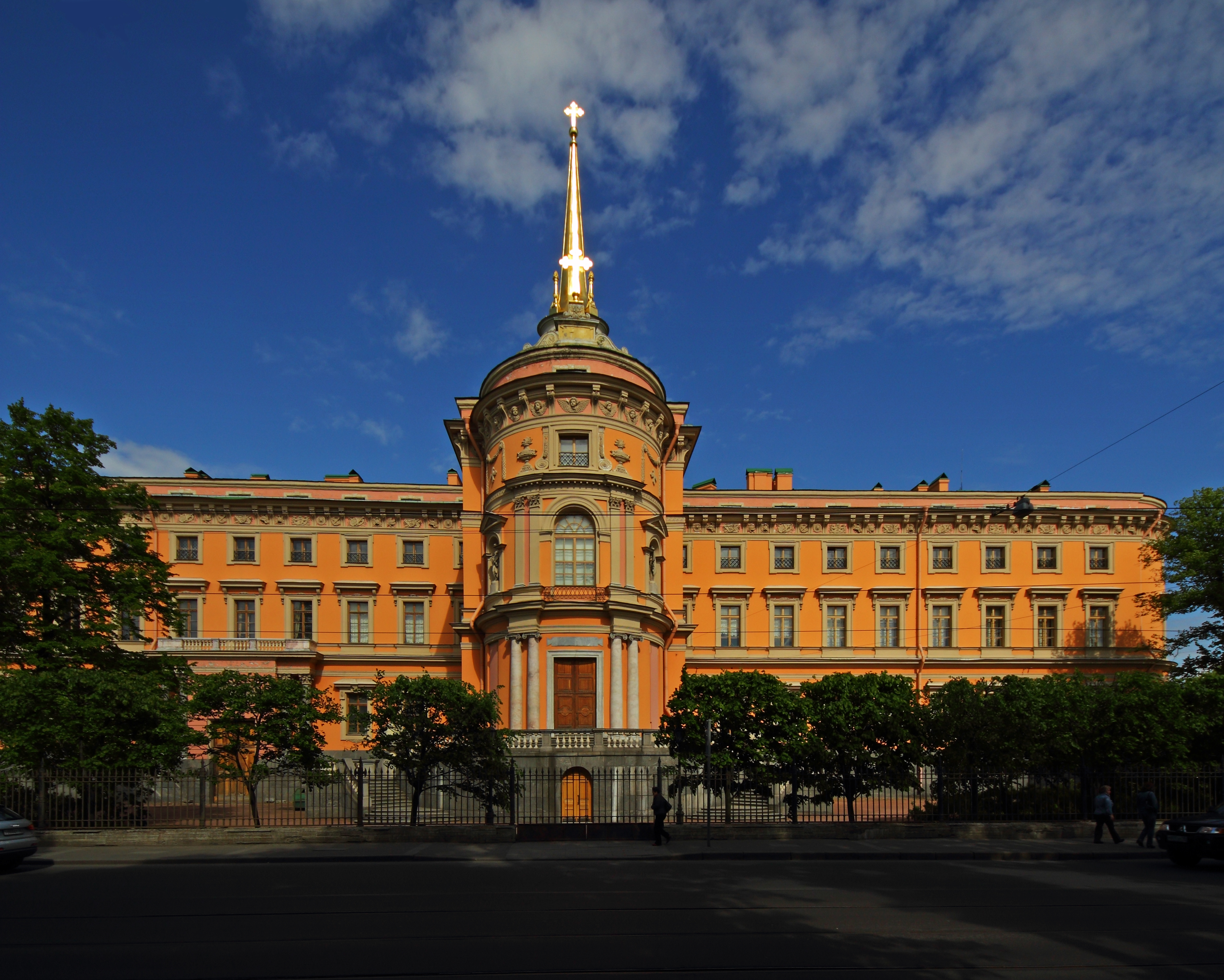
Fachada oeste do Castelo Mikhailovsky.

A construção teve início no dia 26 de Fevereiro do Calendário Juliano (9 de Março do Calendário Gregoriano) de 1797. O castelo foi solenemente consagrado no dia 8 de Novembro de 1800, isto é, no dia de São Miguel Arcanjo de acordo com a Ortodoxia de leste, apesar de os trabalhos na sua decoração interna terem prosseguido até Março de 1801. Em 1800, o Monumento a Pedro, o Grande, uma estátua equestre do czar, foi erguido em frente do palácio. A estátua de bronze havia sido desenhada durante a vida de Pedro, o Grande e, mais tarde, moldada em 1747 pelo arquitecto Bartolomeo Rastrelli. Por ordem de Paulo I, a frase "Do Grande Neto para o Grande Avô" foi inscrita no pedestal, o qual está decorado com baixos relevos representando cenas de duas vitórias russas sobre a Suécia, no decorrer da Grande Guerra do Norte.

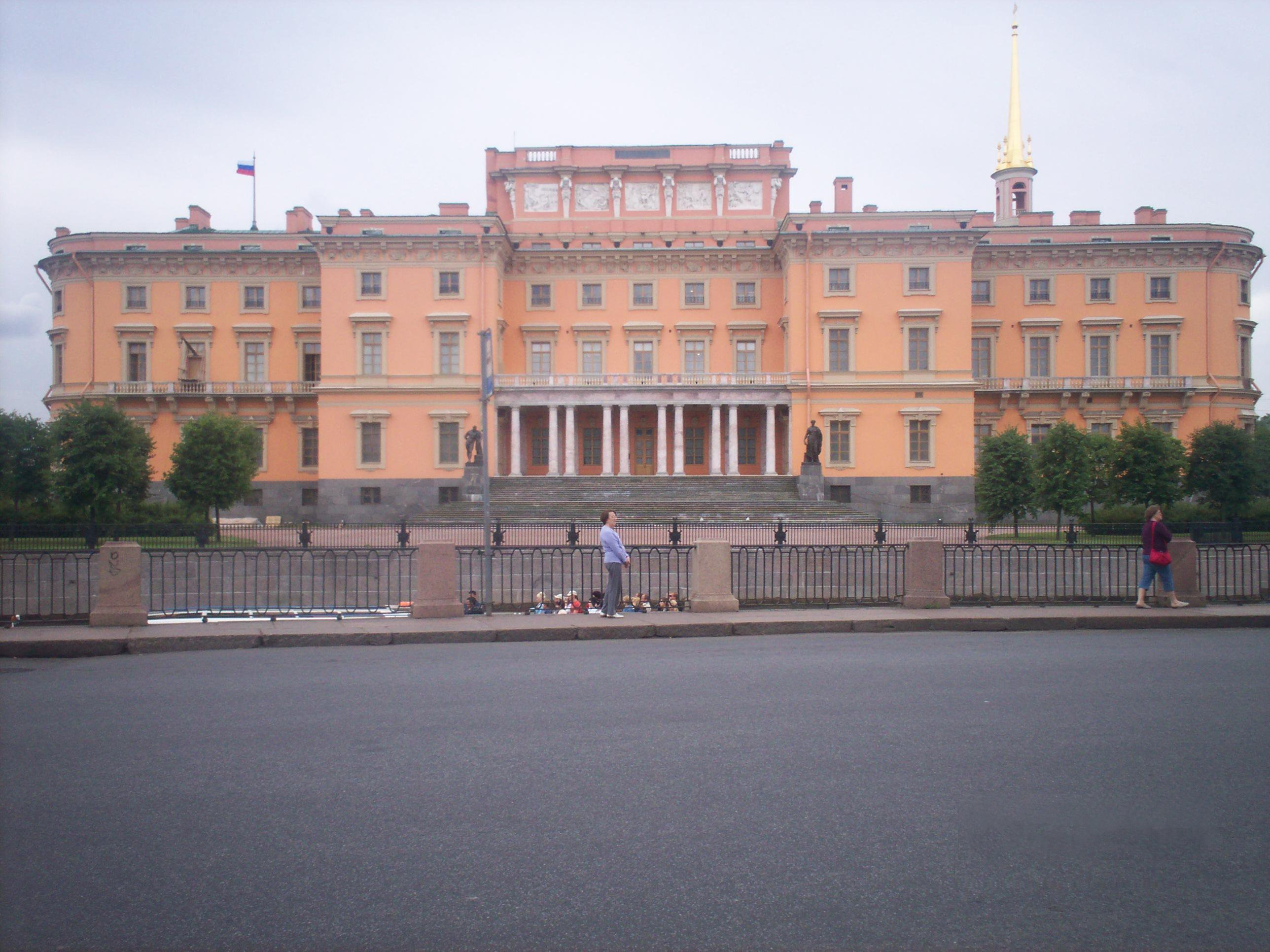
Fachada norte do Castelo Mikhailovsky.

Ironicamente, Paulo I foi assassinado apenas 40 noites depois de se mudar para o recém construído palácio. Foi morto no seu próprio quarto, no dia 12 de Março de 1801, por um grupo de oficiais dispensados liderados pelo General Bennigsen. Os conspiradores levaram-no à força até uma mesa e tentaram compeli-lo a assinar a sua abdicação. Paulo ofereceu alguma resistência e um dos oficiais golpeou-o com uma espada, sendo então estrangulado e pisado até à morte. Foi sucedido pelo seu filho, o Imperador Alexandre I, que na verdade estava no palácio e a quem o General Nicholas Zubov, um dos assassinos, anunciou a sua acessão.
Depois da morte de Paulo I, a Família Imperial regressou ao Palácio de Inverno; o Castelo Mikhailovsky foi abandonado e, em 1823, foi cedido à Grande Escola de Engenharia do exército russo (mais tarde tornou-se na Academia de Engenharia Nikolayevskaya). Desde então, o edifício tem sido chamado de "Castelo do Engenheiro". Entre 1838 e 1843, o escritor russo Fiódor Dostoiévski estudou como cadete na Grande Escola de Engenharia. 
No início da década de 1990, o Castelo Mikhailovsky tornou-se num ramo do Museu Russo, acolhendo actualmente a sua Galeria de Retratos, a qual apresenta retratos oficiais dos Imperadores e Imperatrizes da Rússia, de vários dignitários e de celebridades, entre o final do século XVII e o início do século XX.

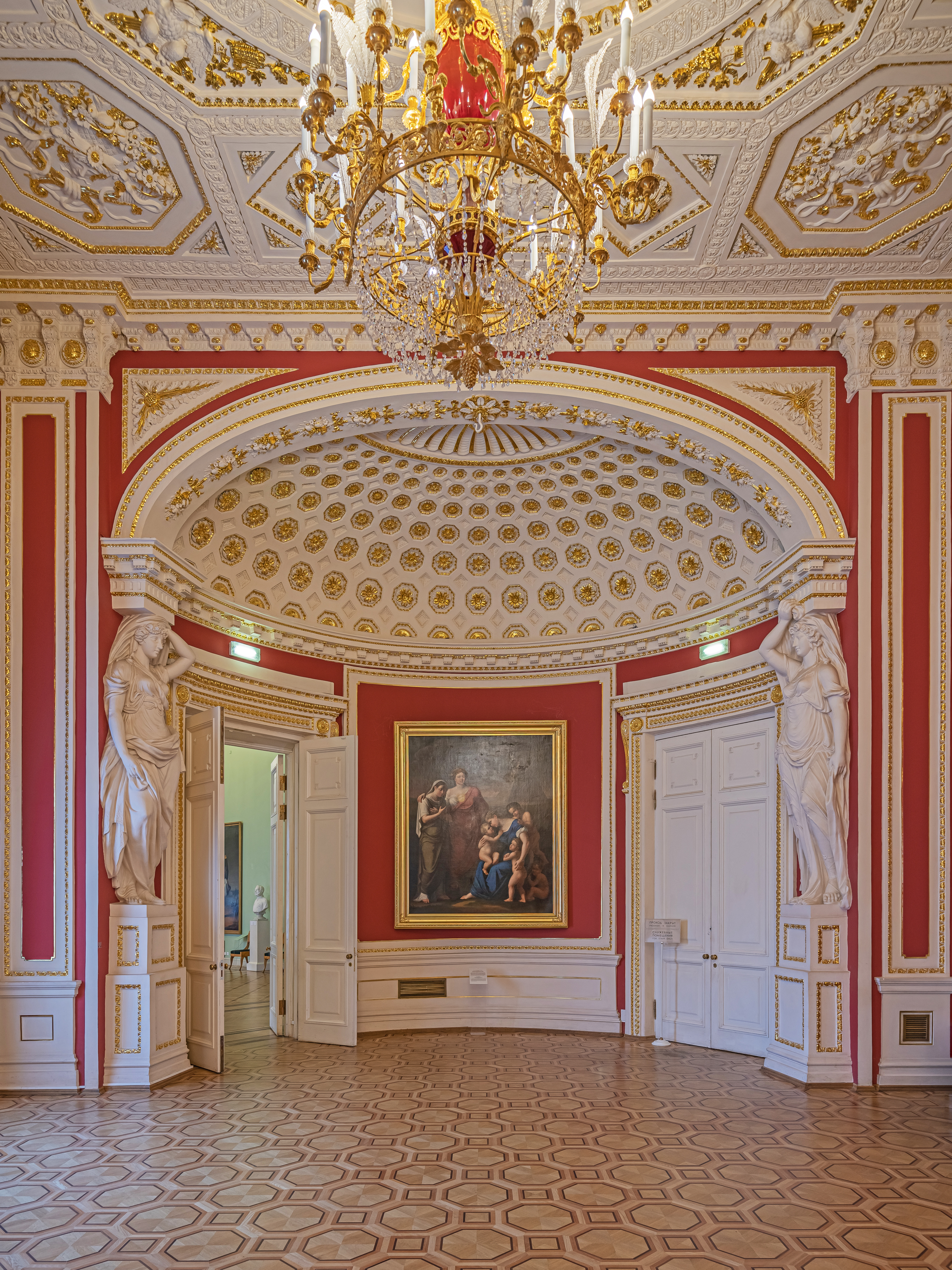
Sala do trono
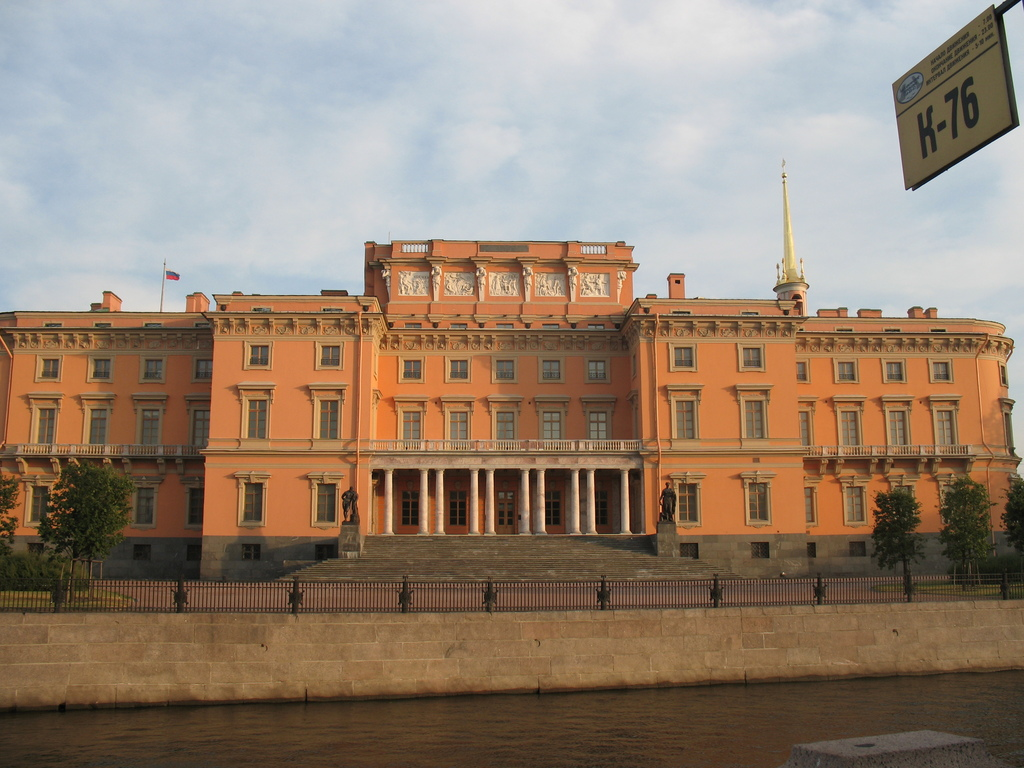
Fachada norte do Castelo Mikhailovsky
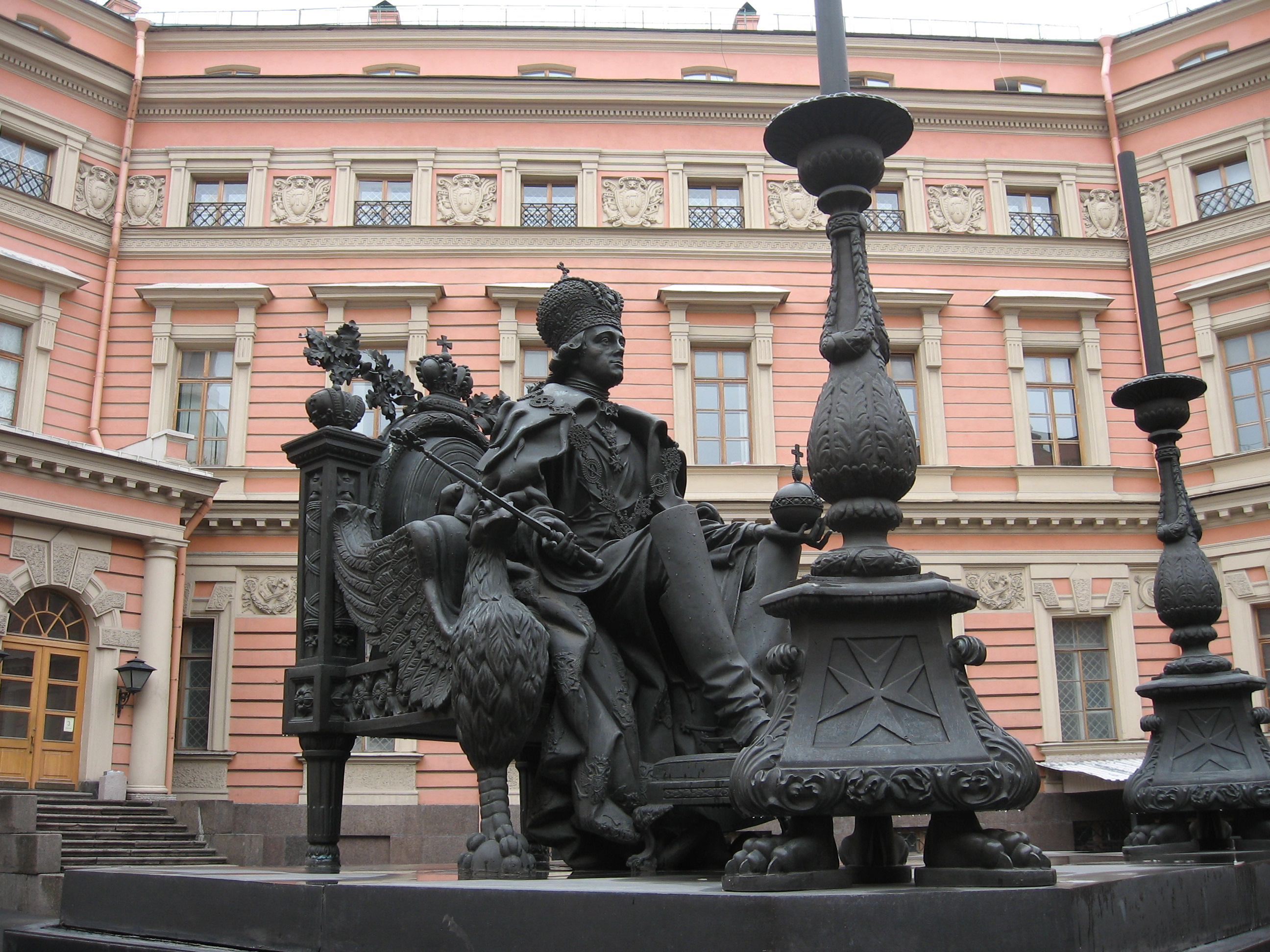
Monumento a Paulo I no pátio do castelo